# NGC 4647
NGC 4647 ist eine Balken-Spiralgalaxie mit ausgedehnten Sternentstehungsgebieten vom Hubble-Typ SBc im Sternbild Jungfrau auf der Ekliptik. Sie ist schätzungsweise 61 Millionen Lichtjahre von der Milchstraße entfernt und hat einen Durchmesser von etwa 55.000 Lichtjahren. Unter der Katalognummer VVC 1972 wird sie als Mitglied des Virgo-Galaxienhaufens gelistet, einer Ansammlung von über 2000 Galaxien, die durch ihre gegenseitige Anziehungskraft zusammengehalten werden. Bei der kürzlich beobachtete Supernovaexplosion SN 2022hrs (vom Typ Ia), welche sich auch zur Entfernungsbestimmung von Galaxien eignet, wurde hingegen eine Entfernung von etwa 91 ± 9 Mio. Lichtjahre ermittelt.

Gemeinsam mit Messier 60 (NGC 4649) bildet sie das optisch gebundene Galaxienpaar Arp 116, Holm 448 oder KPG 353. Man vermutete, dass beide Galaxien miteinander gravitativ wechselwirken, jedoch belegen weitere Studien dies nicht.
Halton Arp gliederte seinen Katalog ungewöhnlicher Galaxien nach rein morphologischen Kriterien in Gruppen. Diese Galaxie gehört zu der Klasse Elliptischer Galaxien nahe bei Spiralgalaxien und diese störend (Arp-Katalog).
Im selben Himmelsareal befinden sich u. a. die Galaxien NGC 4637, NGC 4638, IC 3684, IC 3698.
Die Typ-I-Supernova SN 1979A wurde hier beobachtet. Im April 2022 wurde erneut eine Supernova vom Typ Ia entdeckt (SN 2022hrs), die am 24. April 2022 eine scheinbare Helligkeit von 12,6 mag erreicht hat.
Das Objekt wurde am 15. März 1784 von dem deutsch-britischen Astronomen Wilhelm Herschel entdeckt.